# Walter Scherau
Walter Scherau, eigentlich Walter Voscherau (* 10. Januar 1903 in Hamburg; † 12. Mai 1962 ebenda), war ein deutscher Volksschauspieler und Hörspielsprecher, der insbesondere durch seine Rollen am Hamburger Ohnsorg-Theater bekannt geworden ist; zeitweilig war er Geschäftsführer des Theaters. Er wirkte weiterhin in drei deutschen Spielfilmen und einigen Fernsehproduktionen mit. Scherau war der Bruder Carl Voscheraus sowie Onkel des späteren Hamburger Bürgermeisters Henning Voscherau und dessen Bruders Eggert Voscherau. Er war in mindestens 16 Fernsehaufzeichnungen aus dem Ohnsorg-Theater zu sehen und gehörte mit Heidi Kabel, Otto Lüthje und Henry Vahl zu den Publikumslieblingen.

## Leben
Beide Brüder kamen früh zur Bühne, Carl nahm Schauspielunterricht bei Franz Kreidemann, Walter nahm als Bariton Gesangsunterricht.
Walter spielte mit seinem Bruder gemeinsam als Volksbühnenspieler in den damals sehr starken Theatervereinen (meist, aber nicht nur, der Arbeiterbewegung): unter anderem Volksspielbühne „Thalia“, Volksspielbühne „Club Concordia“, Volksspielbühne „Rideamus“ und Richard Ohnsorgs „Niederdeutsche Bühne e. V.“. Die Aufführungen begannen etwa 1919 und setzten sich bis 1944 fort, bis infolge der alliierten Bombenangriffe alle Vorstellungen eingestellt werden mussten. Die Stücke wurden meist im (durch Bomben zerstörten) Conventgarten aufgeführt, aber auch in den Volksheimen der Arbeiterbewegung.

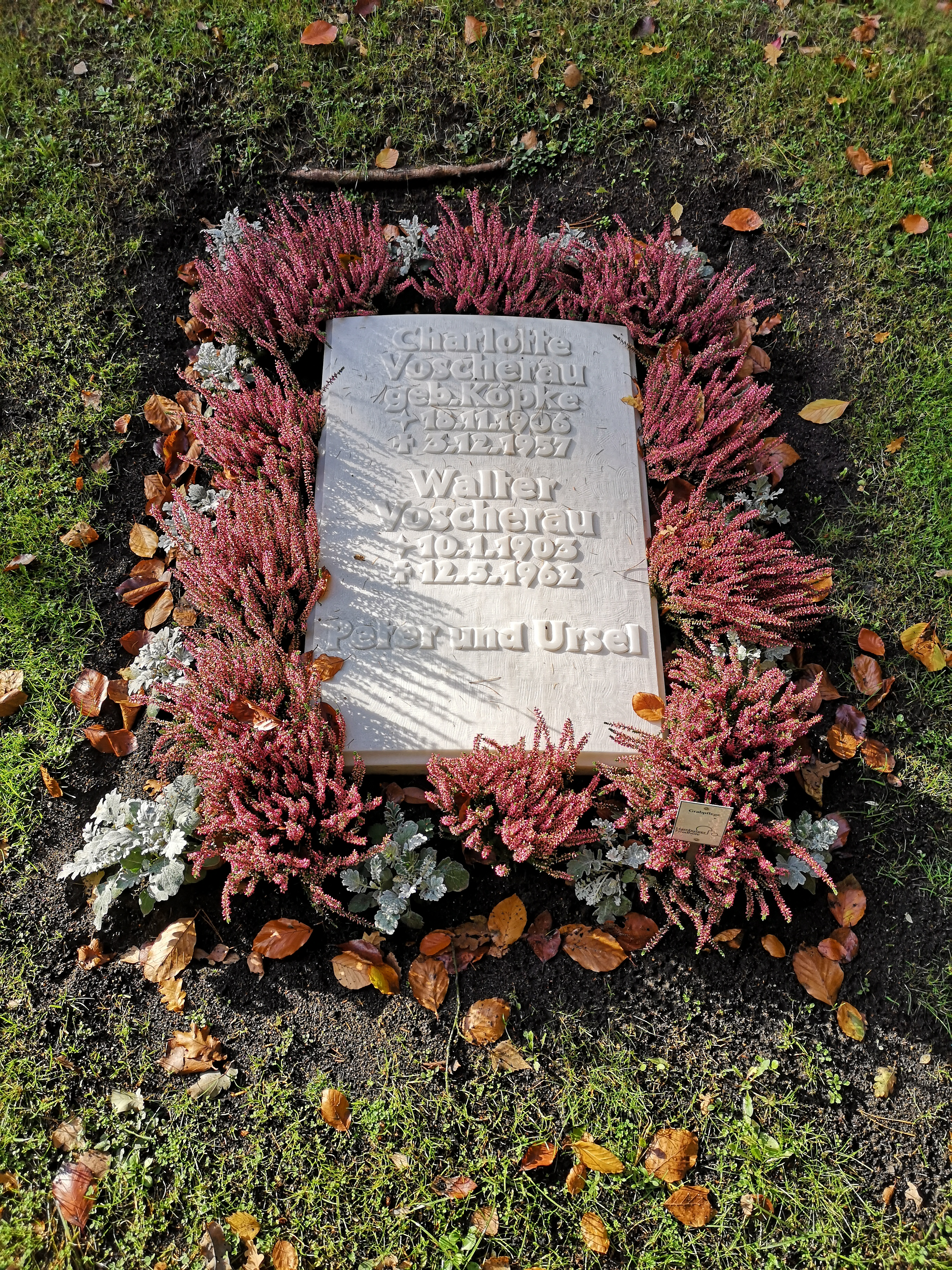
Grabstätte von Walter Scherau auf dem Friedhof Ohlsdorf

Den Künstlernamen „Scherau“ nahm Walter Voscherau erst nach dem Zweiten Weltkrieg an, als beide Brüder sich hauptberuflich der Schauspielerei zuwandten. Beide spielten zunächst im Ohnsorg-Theater, wo Walter Scherau bald dessen Kassierer (im e. V.) und Verwaltungsdirektor (im Theater) wurde. Aus dieser Zeit stammt die Verwechslungsgefahr, die Walter als den jüngeren Bruder veranlasste, sich auf der Bühne „Scherau“ zu nennen. Carl wurde 1946/47 von Willy Maertens an das Hamburger Thalia Theater als Staatsbühne berufen, so dass die unmittelbare Gefahr der Verwechslung zweier Brüder in einem Stück gering wurde.
Nach dem Tod seiner Frau im Jahr 1957 zog sich Scherau immer mehr zurück. Walter Scherau starb im Alter von 59 Jahren in seiner Wohnung an einem Herzinfarkt. Er wurde in seiner Heimatstadt auf dem Friedhof Ohlsdorf beigesetzt.

## Filmografie
- 1950: Nur eine Nacht – Regie: Fritz Kirchhoff
- 1954: Künstlerpech – Regie: Michael Kehlmann (Fernsehfilm)
- 1959: Freddy, die Gitarre und das Meer – Regie: Wolfgang Schleif
- 1959: Bobby Dodd greift ein – Regie: Géza von Cziffra
- 1961: Wie Sie wünschen – Regie: Bernhard Thieme (Fernsehfilm)

## Aufzeichnungen aus dem Ohnsorg-Theater
Bei allen Stücken führte, wenn nicht anders vermerkt, Hans Mahler die Regie.
- 1954: Seine Majestät Gustav Krause
- 1955: Siebzehn und zwei – Regie: Hanns Farenburg
- 1955: Das Herrschaftskind
- 1955: Ein Mann mit Charakter
- 1956: Cowboys, Quiddjes und Matrosen
- 1957: Aus der guten alten Zeit
- 1958: Zwei Kisten Rum
- 1958: Herr Staatsanwalt geht angeln
- 1958: Meister Anecker  (Regie)
- 1959: Wenn der Hahn kräht
- 1959: Der möblierte Herr
- 1960: Straßenmusik
- 1961: In Luv und Lee die Liebe
- 1961: Ein Mann mit Charakter
- 1961: Das Loch im Zaun
- 1961: Jette räumt auf
- 1962: Schweinskomödie

## Hörspiele
- 1950: Oprümen (Harm Rode, de Bur) – Regie: Hans Freundt
- 1950: Familjenansluß (Krischan Barkhahn, alter Kapitän) – Regie: Hans Freundt
- 1951: Dat Redentiner Osterspill – Regie: Hans Freundt
- 1951: De Ehestiftung (Lüth Brandt, en Anbuur) – Regie: Hans Freundt
- 1951: Un dat Licht keem (De Doktor) – Regie: Werner Perrey
- 1951: Alltomal Sünner (Polizeiwachtmeister) – Regie: Werner Perrey
- 1951: De Fundunnerslagung (Harm Uphoff, Fahrdienstleiter) – Regie: Werner Perrey
- 1951: Kristoffer Kolumbus (Speisemeister) – Regie: Hans Freundt
- 1951: De dütsche Michel (Köster) – Regie: Hans Freundt
- 1951: Wenn dat man good geiht (Jules Martens, is freuher Seilmoker wesen) – Regie: Hans Freundt
- 1951: Krut gegen den Dood (De Senater) – Regie: Hans Freundt
- 1951: Dat plattdütsche Krüppenspäl (Ackerknecht) – Regie: Hans Freundt
- 1952: Heimotluft (Tiet Burmester, so'n Mann as Eggert) – Regie: Hans Freundt
- 1952: De Landfeend op Helgoland (Erik Michels, Vogt auf Helgoland) – Regie: Werner Perrey
- 1952: Schenkt ward di nix! (Tierarzt Dr. Butjenter) – Regie: Hans Freundt
- 1952: Hüüt kummt Vadder ok mol an de Luft! (Schosteenfeger Swatt) – Regie: Hans Freundt
- 1952: Lütt Seelken (Sünte Peter) – Buch und Regie: Werner Perrey
- 1952: Ut de Franzosentied (Möller Voß) – Regie: Hans Freundt
- 1952: Vom Fischmarkt zum Dovenfleet (Makler) – Regie: Hans Freundt
- 1952: Eidig, der ein Wildschütz war (Heidebauer) – Regie: Hans Freundt
- 1952: Peter Lurenz bi Abukir (Hofkringelbäcker Seidenschnur) – Regie: Hans Freundt
- 1952: Das kommt nicht wieder! (Heinrich Arp, Eierhändler) – Regie: Hans Freundt
- 1952: Zitronenjette (Charles Niebuhr, Gastwirt in der Davidstraße) – Regie: Günter Jansen
- 1952: In Luv und Lee die Liebe (Breesen, Bootsmann) – Regie: Hans Freundt
- 1952: Sößunsößtig (August Pingel) – Regie: Hans Freundt
- 1952: Pott un Pann (Karl Sievers, Börgermeister)
- 1952: Een Sommerdag (De Buer) Regie: Hans Freundt
- 1952: Der Quickborn (Griebel, Pfennigmeister) – Regie: Hans Freundt
- 1952: Leewen Beseuk (John Grapengeter) – Regie: Hans Freundt
- 1952: Das Gericht zieht sich zur Beratung zurück; Folge: Der weiße Magier (Heitmann) – Regie: Gerd Fricke
- 1953: Dat Jubelpaar (Stoll, Oberförster) – Regie: Hans Freundt
- 1953: Vertruun (Voss, Kolonialwarenhändler) – Regie: Günter Jansen
- 1953: Rungholt (Vogt) – Regie: Günter Jansen
- 1953: De Königin incognito (Papps Martens, Essigfabrikant) – Regie: Günter Jansen
- 1953: Buur Harms dröömt (Buur Harms) – Regie: Günter Jansen
- 1953: Wenn de Maan schient (Herr Meyer) Regie: Günter Jansen
- 1953: Dat Brannwien-Duwell (Hannes-Kröger, de Wirtsmann) – Regie: Günter Jansen
- 1953: Geert Jensen söcht den Minschen (Dr. Behrens) – Regie: Günter Jansen
- 1953: De letzte Feihde (Marten Suels, Kröger) – Regie. Günter Jansen
- 1953: Gott sien Speelmann (De grote Herr) – Regie: Hans Tügel
- 1953: En Swien geiht üm  (Niss, Grootbur) – Regie: Günter Jansen
- 1954: Hemmingstedt – Regie: Günter Jansen
- 1954: Hein Mahrt (Börgermeister) – Regie: Hans Tügel
- 1954: De rode Ünnerrock (Wessels) – Regie: Günter Jansen
- 1954: Mit Stappenbeck stimmt wat nich! (Heinrich Stappenbeck) – Regie: Hans Tügel
- 1954: Mottenpulver (Ministerialdirektor) – Regie: Eberhard Freudenberg
- 1954: Nebel (Hinrich Möhlen) – Regie: Günter Jansen
- 1955: De rode Möller (Kröger) – Regie: Günter Jansen
- 1955: De Drehherrenkoppel (Willem Heitmann, en olen Bur) – Regie: Günter Jansen
- 1955: De drieste Voß (De Bor) – Regie: Günter Jansen
- 1959: De Börgermeister vun Lütten-Bramdörp (Bürgermeister Krull)  – Regie: Hans Mahler
- 1959: Gott sien Speelmann (De grote Herr) – Regie: Hans Tügel
- 1961: De Fährkrog (De Kröger)